# La cattedrale di Salisbury e la Leadenhall visti dal fiume Avon
La cattedrale di Salisbury e la Leadenhall visti dal fiume Avon è un dipinto di John Constable. Eseguito nel 1820, è conservato nella National Gallery di Londra.

## Descrizione
In questo paesaggio di campagna si intravedono alcuni edifici della città di Salisbury da dietro alcuni alberi sulla riva del fiume Avon: la cattedrale e, sulla destra, la canonica (la Leadenhall), che l'anno precedente venne data in uso a John Fisher, vescovo della città e amico di Constable.